# Classe Katori (incrociatore)
La classe Katori fu una classe di incrociatori leggeri della Marina imperiale giapponese, composta da tre unità entrate in servizio tra il 1940 e il 1941 (più una quarta mai varata).
Unità volte principalmente all'addestramento dei cadetti navali, e per questo dotate di armamento, velocità e corazzatura piuttosto leggere insufficienti per delle unità da combattimento propriamente dette, i Katori servirono nel corso della seconda guerra mondiale principalmente come navi sede di comando e, in seguito, come unità di scorta per i convogli di mercantili.
Due unità della classe andarono perdute per eventi bellici nel corso del conflitto: il capoclasse Katori fu affondato il 17 febbraio 1944 al largo di Truk dal fuoco di unità navali statunitensi, mentre il Kashii fu affondato il 12 gennaio 1945 nel Mar Cinese Meridionale da attacchi aerei statunitensi; il Kashima sopravvisse invece alla guerra e, dopo essere stato impiegato per il rimpatrio dei soldati giapponesi dislocati all'estero, fu avviato alla demolizione le 1947.

## Caratteristiche

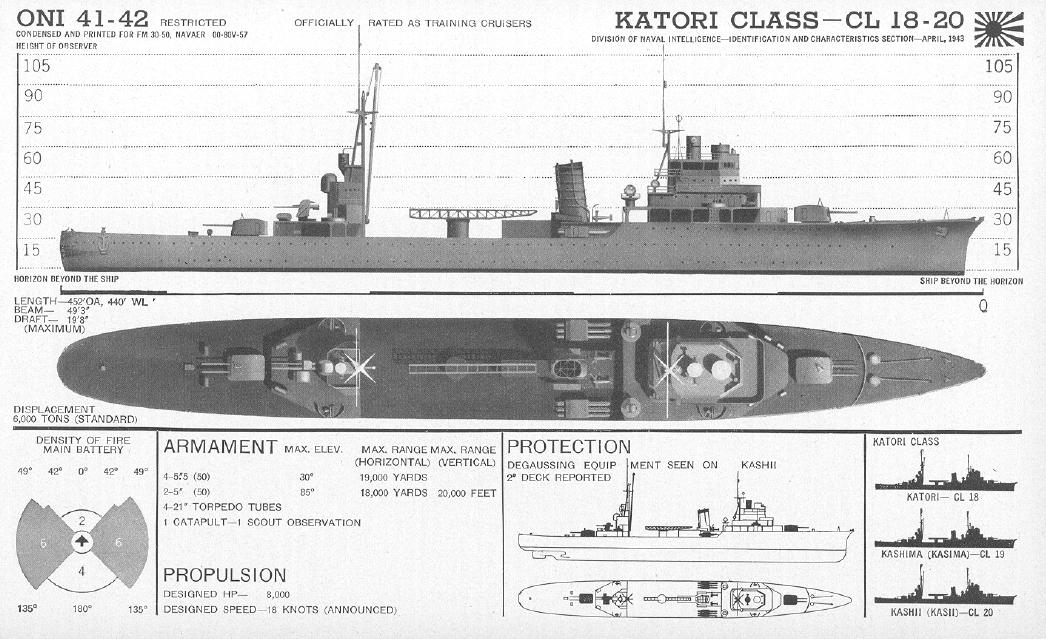
Schema delle unità

Le prime due unità della classe Katori furono ordinate nell'ambito del programma supplementare di costruzioni navali del 1937, con altre due unità identiche ordinate nel programma del 1939; il programma di costruzioni del 1942 previde la realizzazione di altre quattro unità secondo un progetto leggermente migliorato, ma ciò non venne poi portato a termine. I Katori furono intesi, più che come unità da combattimento di prima linea, come navi scuola per l'addestramento dei cadetti navali; in tempo di guerra, stante la loro bassa velocità che gli impediva di operare con la flotta da battaglia, le unità sarebbero state riconvertite la ruolo di navi-comando e conduttori di flottiglia.
Lo scafo dei Katori era lungo fuori tutto 133,5 metri (123,5 metri tra le perpendicolari, 129,8 metri alla linea di galleggiamento), per una larghezza massima di 16,6 metri e un pescaggio di 5,75 metri; il dislocamento standard si aggirava sulle 5 890 tonnellate, cifra che saliva a 6 300 tonnellate con la nave a pieno carico. Il castello di prua era esteso per quasi la metà della lunghezza dello scafo, con una massiccia torre di comando spostata verso prua e una più piccola torre per la direzione del tiro a poppa, intervallate da un unico fumaiolo e da un ampio spazio vuoto centrale dove trovava posto una catapulta per aerei capace di ospitare un idrovolante da ricognizione. L'equipaggio ammontava a 315 tra ufficiali e marinai, ma le sistemazioni di bordo consentivano di alloggiare fino a 275 cadetti dell'accademia navale.

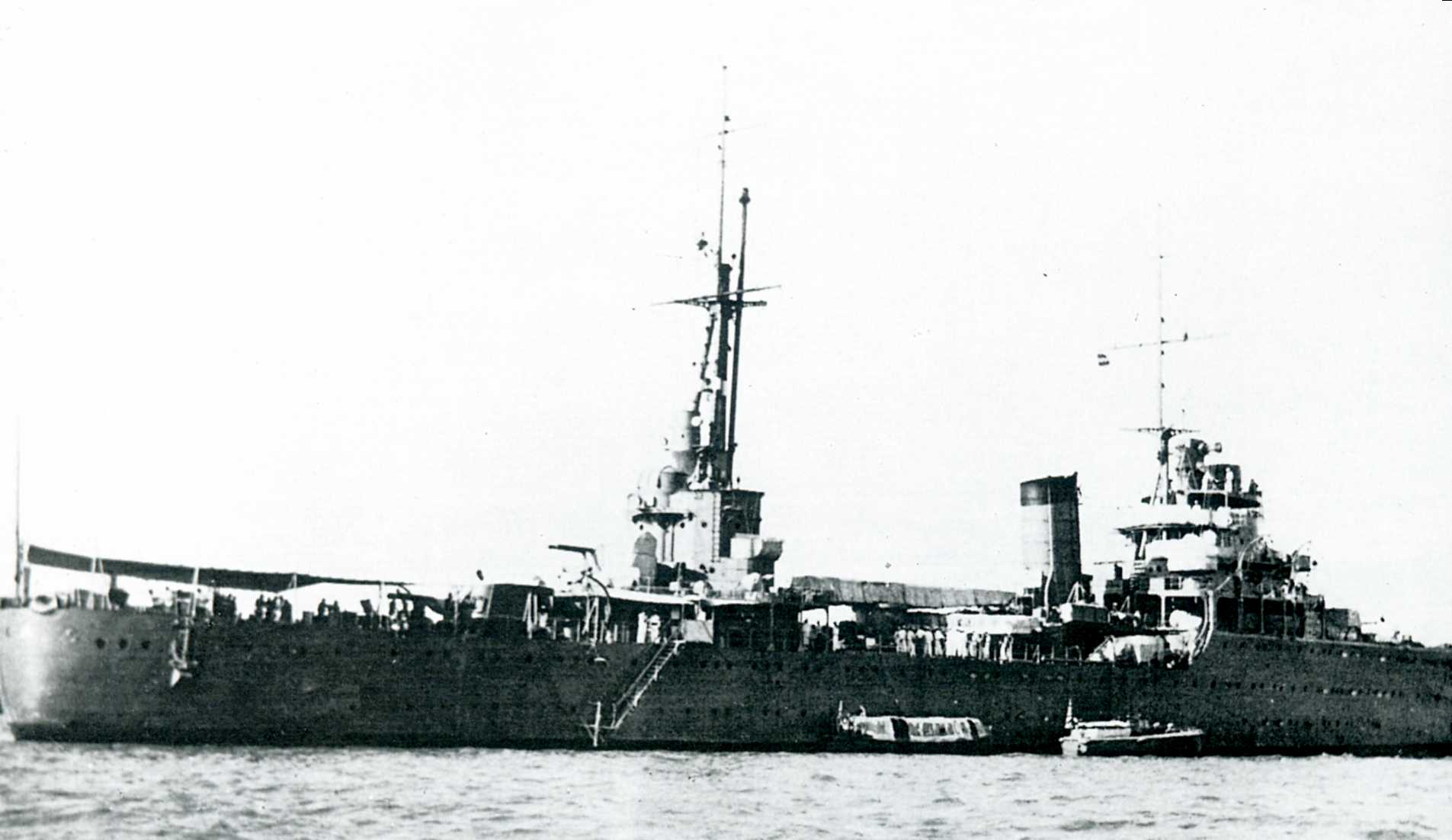
Il Kashima visto di poppa

La propulsione era garantita da un sistema misto piuttosto inusuale per la Marina nipponica, composto da due turbine a vapore da 4 400 hp di potenza alimentate da tre caldaie a olio combustibile, e due motori diesel da 3 600 hp. Tale architettura era finalizzata più che altro all'istruzione degli allievi macchinisti alla manutenzione tanto degli apparati a vapore che degli apparati diesel, e non era molto efficiente sul piano pratico visto che spingeva le unità alla modesta velocità massima di 18 nodi (33 km/h), insufficiente per un'unità da battaglia; l'autonomia si aggirava sulle 9 900 miglia nautiche (18 300 km).
L'armamento principale dei Katori era rappresentato da quattro cannoni da 140 mm Type 3, alloggiati a coppie in due piccole torri collocate a prua e poppa; i pezzi erano ormai datati e superati quanto a calibro per degli incrociatori leggeri. La protezione antiaerea era data da un impianto binato di cannoni da 127 mm Type 89, collocato a poppa sovrapposto alla torre da 140 mm, e da due impianti binati di cannoni da 25 mm Type 96 collocati ai lati della sovrastruttura di prua; a centro nave si trovavano anche due impianti binati di tubi lanciasiluri da 533 mm. La protezione era quasi assente, limitandosi a una corazzatura spessa 10 mm a protezione delle torri da 140 mm, della torre di comando e dei depositi.
Nel corso della guerra i Katori subirono vari incrementi dell'armamento antiaereo: nel 1942 furono aggiunti altri due impianti binati da 25 mm, mentre tra il 1944 e il 1945 furono sbarcati gli impianti lanciasiluri e la catapulta per aerei per fare spazio ad altri due impianti da 127 mm e vari altri pezzi da 25 mm (quattro impianti tripli per il Kashii, quattro impianti tripli e dieci singoli per il Kashima); al fine di impiegarli come navi scorta per i convogli mercantili, all'armamento degli incrociatori furono aggiunti anche quattro lanciatori e due tramogge per un centinaio di bombe di profondità. Tra il 1944 e il 1945 fu inoltre aggiunto un apparato radar.

## Unità
Tutte le unità furono realizzate nei cantieri navali della Mitsubishi di Yokohama.
| Nome      | Impostazione   | Varo              | Entrata in servizio | Destino finale |
| --------- | -------------- | ----------------- | ------------------- | --- |
| Katori    | 24 agosto 1938 | 17 giugno 1939    | 20 aprile 1940      | affondato il 17 febbraio 1944 al largo di Truk dal fuoco di unità navali statunitensi durante gli eventi dell'operazione Hailstone |
| Kashima   | 6 ottobre 1938 | 25 settembre 1939 | 31 maggio 1940      | consegnato agli Stati Uniti nel settembre 1945, avviato alla demolizione nel 1947                                                  |
| Kashii    | 30 maggio 1940 | 14 febbraio 1941  | 5 dicembre 1941     | affondato il 12 gennaio 1945 da attacchi aerei statunitensi nel Mar Cinese Meridionale                                             |
| Kashihara | 23 agosto 1941 | mai varato        | -                   | costruzione annullata nel novembre 1941, lo scafo fu demolito sullo scalo                                                          |